# ローリー (軽巡洋艦)
ローリー (USS Raleigh, CL-7) は、アメリカ海軍の軽巡洋艦。オマハ級軽巡洋艦の1隻。艦名はノースカロライナ州ローリーにちなむ。その名を持つ艦としては3隻目。

## 艦歴
ローリーは1920年8月16日にマサチューセッツ州クインシーのベスレヘム造船で起工する。1922年10月25日にジェニー・プロクターによって命名・進水し、1924年2月6日にボストン海軍工廠で艦長ウィリアム・C・ワッツ大佐の指揮下で就役した。
ローリーは艤装を完了するため1924年2月26日にブルックリン海軍工廠へ向かい、4月16日に同工廠を出航しバージニア岬沖での整調に向かった。1924年6月24日にクインシーで最終調整を完了し、マサチューセッツ州プロヴィンスタウンに移動した。1924年7月30日にプロヴィンスタウンを出航、偵察艦隊に加わり陸軍の世界飛行の支援任務に当たる。ノルウェー、デンマーク、スコットランドを訪問後、ローリーは1924年7月31日にアイスランドのクヴァールフィヨルズル (Hvalfjörður、ハヴァルフィヨルドとも) 沖の偵察ステーションに到着した。8月19日にグリーンランド東岸に向かい、任務を完了すると帰国の途に就く。1924年9月3日にボストン海軍工廠に到着し、修理が行われた。
ローリーは1924年10月16日にボストンを出航、バージニア岬での訓練後パナマ沖、カリフォルニア、ハワイ諸島での作戦活動および艦隊演習に従事した。1925年6月10日にホノルルを出航し、偵察艦隊と共にサンディエゴに到着、続いて7月13日にボストン海軍工廠に帰還した。ローリーはボストンを拠点として続く2年間作戦活動に従事し、冬期間の大半は偵察艦隊と共にキューバおよびパナマで活動した。
1927年2月1日にボストン湾を出航し、ローリーは海兵隊の2分隊を乗せてサウスカロライナ州チャールストンに向かった。グアンタナモ湾での演習に参加した後、パナマ運河を通過しニカラグアのコリントに2月5日に到着、海兵隊を上陸させた。海兵隊は同地の盗賊の討伐任務に当たった。ローリーは3月27日まで支援を行い、ボストンに帰還後大西洋での作戦活動を再開した。
1928年の春にはカリフォルニアの沿岸およびハワイ水域で活動し、1928年6月26日にボストンへ帰還、ヨーロッパでの任務の準備に入る。1928年8月17日にバージニア州ハンプトン・ローズを出港し、9月15日に姉妹艦デトロイト (USS Detroit, CL-8) とその任を交代、ヨーロッパ方面司令官ジョン・H・デイトン少将の旗艦となる。
ボストンに寄港後、ローリーはヨーロッパ各地の港に外交訪問を行い、1929年9月4日にハンプトン・ローズに帰還した。ローリーはその翌日司令官旗を降ろして旗艦任務を解かれ、偵察艦隊の第3巡洋戦隊に復帰した。以後数年間、ボストンを拠点に戦闘訓練や航海訓練を行った後、1933年8月15日に母港がサンディエゴに変更された。ローリーはカリブ海で行動した後サンディエゴに向かい、サンディエゴに移動後はカリフォルニア、ハワイおよびアラスカ方面で行動した。1936年4月27日、ローリーはオーバーホールのため艦隊とともにサンディエゴを出港し、パナマ運河を通過してチャールストンに寄港した後、ノーフォーク海軍造船所に入渠した。
ローリーがノーフォークで入渠中にスペイン内戦が勃発。スペイン領内のアメリカ国民を守り避難させるため、特別に第40戦隊が編成された。司令官アーサー・P・フェアフィールド少将は1936年9月17日にローリーに将旗を掲げ、翌日にはジブラルタルに向けて出港した。ローリーは駆逐艦 ケーン (USS Kane, DD-235) 、ハットフィールド (USS Hatfield, DD-231) および特務艦カユーガとともに9月27日にジブラルタルに到着し、内戦を逃れてきた数百人のアメリカ国民を収容した。その後のローリーは姉妹艦オマハ (USS Omaha, CL-4) に任務を譲る1938年4月28日までヴィルフランシュにあり、2日後にハンプトン・ローズに向けて出港。到着後、5月13日にノーフォーク海軍造船所でオーバーホールに入った。
オーバーホール後のローリーは戦闘艦隊の第一駆逐戦隊に配属され、8月16日にノーフォークを出港してグアンダナモ湾で訓練を行った後、9月5日にサンディエゴに到着した。1939年前半、ローリーはカリブ海での大演習第20次フリート・プロブレムに参加し、演習終了後、5月にサンディエゴに戻って沿岸部の哨戒を再開した後、10月5日には真珠湾に移動、以後、ローリーは第一駆逐戦隊の旗艦としてハワイとカリフォルニア沿岸部との間で艦隊演習に従事した。

### 第二次世界大戦

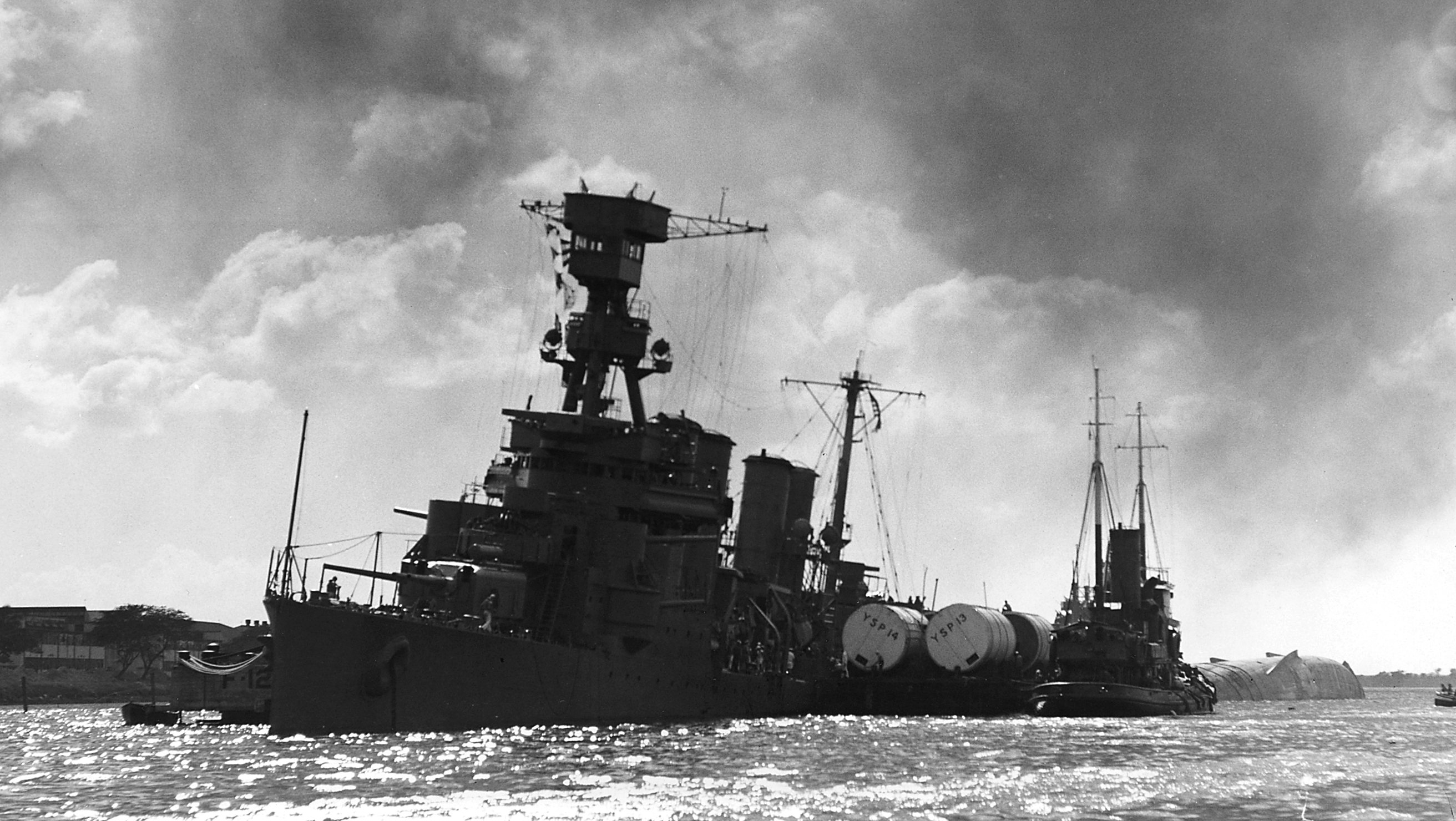
真珠湾攻撃で損傷し傾斜したローリー

1941年12月7日の真珠湾攻撃の時、ローリーは真珠湾の中でも北寄りのF-12 錨地に係留中だった。最初の攻撃で、ローリーに2本の魚雷が向かってきた。1本は前方をかすめ去ったが、もう1本がローリーの中央部左舷側に命中し、ローリーは左舷側に傾斜した。転覆を避けるべく重量物を投棄し傾斜を回復させる一方で、ローリーの射手は5機の日本機を撃墜。この勇敢な射手のおかげか、ローリーは辛うじて転覆を免れた。翌日、駆逐艦母艦 ホイットニー (USS Whitney, AD-4) がローリーに横付けし、12月22日には仮修理のため海軍工廠に曳航された。その後、本格的修理のため1942年2月21日に真珠湾を出港し、5隻の輸送船団を護衛して、3月1日にサンフランシスコに到着。メア・アイランド海軍造船所での修理を終えたローリーは、7月23日にサンフランシスコ湾を出港し、第15任務部隊に加わってハワイとサモアおよびフィジー間の護衛任務に就いた。
11月3日、ローリーはギルバート諸島方面にある4隻の日本の監視艇を破壊すべくパゴパゴを出撃し、ギルバートおよびエリス諸島方面を行動したが、そこに敵の姿はなかった。ローリーは11月13日から17日まで真珠湾に寄港した後単独でアラスカ方面に向かい、11月24日にダッチハーバーに到着した。ローリーはラット諸島およびニア諸島への部隊輸送およびダッチーハーバーとクラック湾間での護衛任務を行いつつ、敵を捜し求めた。
1943年1月10日、ローリーは第8.6任務群の一艦としてアムチトカ島占領作戦に参加し、2日後の1月12日には、第8.6任務群はアムチトカからキスカ島沖での哨戒に出動した。ローリーは2月12日に任務群を離れ、ダッチーハーバーとクラック湾間での護衛任務を行った後、3月23日にピュージェット・サウンド海軍造船所に入渠した。修理後、ローリーは4月23日にアダック島に向かい、第16.6任務群に合流してキスカ南方での哨戒を行った。ローリーは8月2日と12日にキスカ島への艦砲射撃を行い、その後オーバーホールに入るためサンフランシスコに向かった。
9月15日、ローリーはサンフランシスコ湾を出港し、アリューシャン方面に戻った。ローリーはアッツ島のマサックル湾で第94.6任務群に加わり、同湾を拠点にアッツ島、キスカ島から西方を行動した。1944年2月1日、ローリーは第94.6任務群とともにマサックル湾を出撃し、2月4日の世が明けきらない頃に幌筵島に接近して艦砲射撃を行い、飛行場と格納庫を破壊した。ローリーはまた、海岸近くにあった小型商船に砲弾を命中させた。2月5日にアッツ島に寄港の後、ローリーは3ヵ月のオーバーホールに入るためピュージェット・サウンド海軍造船所に向かい、3月1日に到着した。
オーバーホール後、ローリーは6月6日にマサックル湾で第94任務部隊に再合流する。しかし、松輪島砲撃に向かう途中、第2主エンジンが不調となり引き返した。ピュージェット・サウンド海軍造船所に舞い戻って修理の後6月22日にシアトルを出航し、カリフォルニア州サンペドロに到着、続いてパナマ運河を経由しハンプトン・ローズ、ノーフォークへと移動した。7月1日にメリーランド州アナポリスに到着し、ローリーは2度の士官候補生訓練巡航をカリブ海および東海岸沿いに行う。1945年9月29日にフィラデルフィア海軍造船所へ向かい、同地で11月2日に退役する。ローリーは11月28日に除籍され、船体は1946年2月27日にスクラップとして売却された。
ローリーは第二次世界大戦の戦功で3個の従軍星章を受章した。